# Дудківка (Самарівський район)
Ду́дківка — село в Україні, у Магдалинівській селищній громаді Самарівського району Дніпропетровської області. Населення за переписом 2001 року становить 204 особи.

## Географія
Село Дудківка знаходиться на відстані до 3-х км від сіл Жданівка, Деконка, Крамарка і Мар'ївка. У селі бере початок Балка Крамарка.